# Heinrichsglück
Die Grube Heinrichsglück war ein Erzbergwerk außerhalb Salchendorfs in der Gemeinde Neunkirchen im Kreis Siegen-Wittgenstein.

## Gangmittel
Die Erzvorkommen der Grube gehören zur Hochstätte. Das Gangmittel war knapp 80 m lang und bis zu 8 m mächtig. Geführt wurde Spateisenstein mit Tonschiefer und Quarz. In der Teufe fand sich reinerer Eisenstein. Auf der 460-m-Sohle befand sich die größte Gangfläche der Grube, auf den untersten Sohlen verschwand der Gang jedoch ganz.

## Geschichte
Die Grube Heinrichsglück war eine der fünf Salchendorfer Gruben mit Schachtbetrieb. Sie lag in einem kleinen Seitental des oberen Gutenbachtals. Um 1840 werden hier erstmals Blei-, Zink- und Kupfererze abgebaut. Die Verleihung der Grube erfolgte am 11. August 1845.
Am 23. Dezember 1846 wurde im Amtsblatt um die Erlaubnis der Anlage einer Setzwäsche unterhalb der Stollenhalde nachgesucht.
1850 wurde der Obere Stollen angelegt, der in Richtung Rausche führt. Ein Jahr später wurde der Tiefe Stollen angelegt. Dieser traf 1851 nach 350 m Länge im auf den Gang und brachte 50 m Teufe ein. Im Stollen wurde Gesenkbau betrieben.
1864 entschloss man sich zum Tiefbau. Der angelegte Blindschacht hatte eine Dampfmaschine zur Wasserhaltung und anfangs eine Haspel zur Förderung bis in 20 m Teufe. Später kam eine weitere Dampfmaschine hinzu, die die Förderung bis in 72 m Teufe ermöglichte. Am 2. Oktober 1876 wurde die Grube Heinrichsglück mit der Grube Fidelio unter dem Namen Heinrichsglück konsolidiert und in 1.000 bewegliche Kuxe eingeteilt. Die Gewerkschaft besaß zu diesem Zeitpunkt außerdem 98 Kuxe der Grube Brüderbund und Bruderbund I sowie 95 der insgesamt 128 Kuxe der Grube Hinterstes Rennseifen.
1879 wurde ein Tagesschacht abgeteuft, der später eine Teufe von 275 m erreichte. Zwei Blindschächte führten auf Sohlen in 310 und 700 m Teufe. Auf der 310 m Sohle gab es einen Durchschlag zur Grube Stahlseifen. Die Gesamtteufe der Grube lag bei 740 m und wurde durch ein Maschinengesenk erreicht. Dort wurde auch die tiefste Sohle gehauen.
1885 lag das Ausbringen bei 3.613 t Eisenstein, 1897 bei knapp 10.000 t. Der Eisenstein hatte nach dem Rösten als Röstspat einen Eisenanteil von 55 %. Neben Eisen wurden zusätzlich noch geringe Mengen Buntmetallerze gefördert:
| Jahr    | 1864 | 1865 | 1866 | 1867 | 1885 |
| ------- | ---- | ---- | ---- | ---- | ---- |
| Bleierz | 81 t | 81 t |      | 47 t | 4 t  |
| Zinkerz |      | 14 t | 23 t | 16 t | 15 t |

Gegen Ende des 19. Jahrhunderts kaufte Heinrich Petri aus Neunkirchen die Mehrheit der Kuxe und nennt die Grube „Heinrichsglück“. Zuletzt arbeiteten hier 50–60 Belegschaftsmitglieder. Die Röstung des Erzes fand an Ort und Stelle in 4 Röstöfen statt. Konsolidationen bestanden mit „Fidelio“ und „Bremhitze“.

### Grubenverbund
1897 kaufte der Ruhrkonzern Phoenix die Gruben Heinrichsglück und Stahlseifen und machte daraus die Gewerkschaft Heinrichsglück. Eine Drahtseilbahn führte später über den Hardtwald von Heinrichsglück zur Grube Stahlseifen. Nachdem der Grubenbetrieb der Grube Heinrichsglück schon um 1900 eingestellt worden war, wurde Stahlseifen noch bis zum 31. Januar 1935 weiterbetrieben. 1910 werden die letzten Heinrichsglücker Gebäude abgerissen. Insgesamt wurden auf Stahlseifen und Heinrichsglück 1,452 Mio. t Eisenerz gefördert.

### Grubenanlagen
In einer, in den Grubenakten enthaltenen Liste vom Mai 1903, sind folgende Grubenanlagen aufgeführt:
- 1 Maschinen- und Kesselgebäude (enthaltend zwei Flammrohrkessel und eine Zwillingsfördermaschine mit Vorgelege von 3 m Trommeldurchmesser und 500 mm Breite)
- 1 eisernes Fördergerüst
- 1 massiver 35 m hoher Schornstein
- 1 Nussscher Wasserreinigungsapparat
- diverse Förderwagen
- 1 Aufbereitungsschuppen
- 1 Zechenhaus
- 1 Schmiede
- 4 Röstöfen
- 1 mechanische Aufbereitung für Roh- und Röstspat (1900 erbaut; enthaltend ein Lokomobil von 9 Atm. Überdruck, Baujahr 1900; Steinbrecher, Walzwerk, 8 dreiteilige Setzmaschinen, 2 Klärtrichter, einen Aufzug mit elektrischem Antrieb und 12 Förderwagen)
- 1 Drahtseilbahn, erbaut 1900, zum Transport der Erze zur Bautenberger Transportbahn und zur Anlieferung von Kohlen, Koks usw.